# Zone de secours HEMECO
(nl) Hulpverleningszone HEMECO
La zone de secours HEMECO (pour Hesbaye-Meuse-Condroz), est l'une des 34 zones de secours de Belgique et l'une des 6 zones de la province de Liège.
Elle a pour particularité de ne compter que 2 casernes (Huy et Hamoir), ce qui en fait la zone avec le moins de casernes des 34 zones de secours comme la zone de secours Hesbaye.

## Histoire

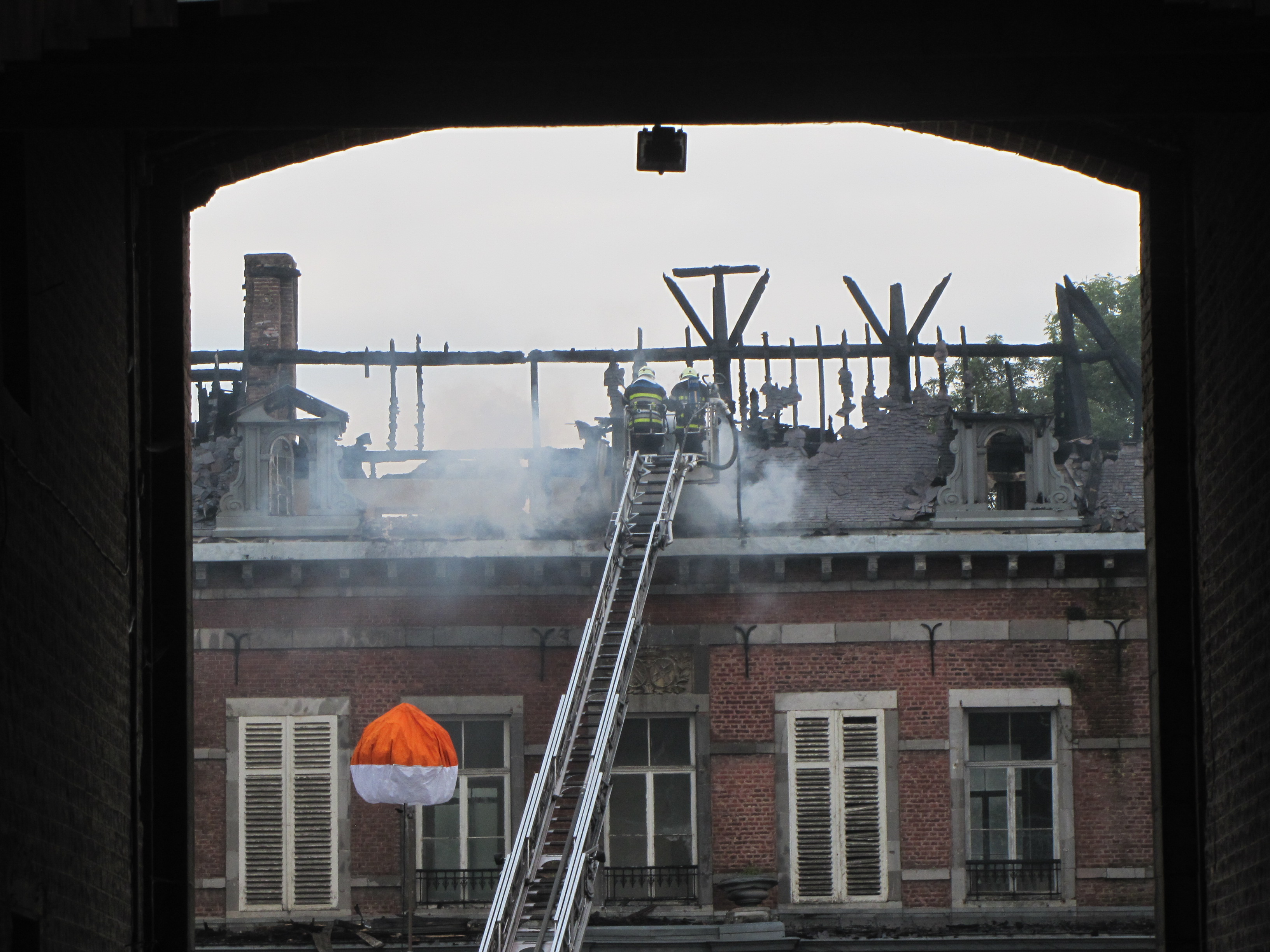
L'incendie du château d'Hermalle-sous-Huy, le 10 janvier 2014.

Comme toutes les autres zones de secours de Belgique, la zone de secours HEMECO fut créée par arrêté royal le 1er janvier 2014 lors de la mise en place de la Réforme de la sécurité civile en Belgique.

## Caractéristiques

### Communes protégées
La zone HEMECO couvre les 15 communes suivantes:
Amay, Anthisnes, Clavier, Comblain-au-Pont, Ferrières, Hamoir, Héron, Huy, Marchin, Modave, Nandrin, Ouffet, Tinlot, Villers-le-Bouillet et Wanze .

## Casernes

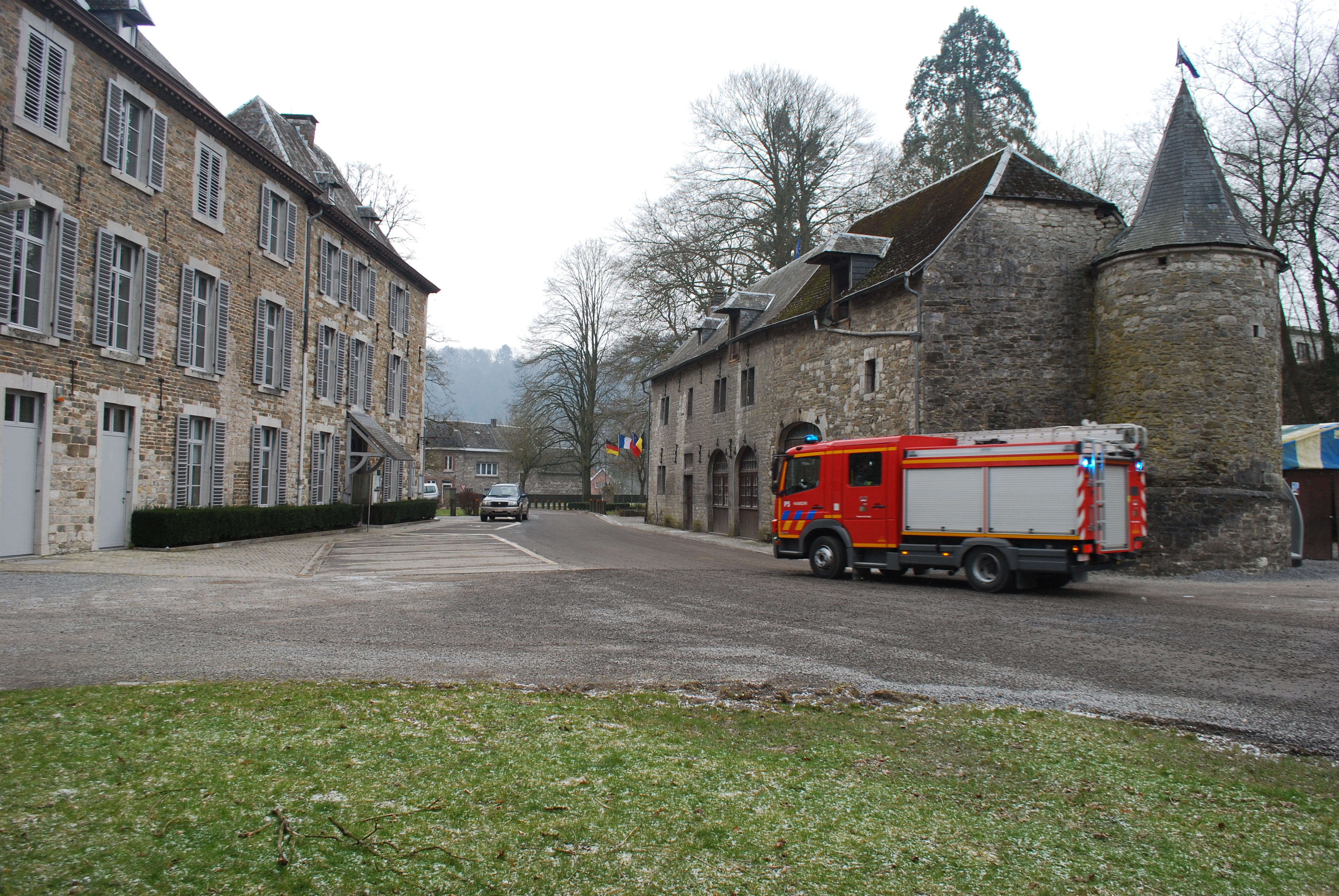
Camion des pompiers d'Hamoir, sortant de la caserne.

Voir aussi : Liste des services d'incendie belges
La zone HEMECO est constituée des casernes suivantes : Huy et Hamoir.

### Textes de loi
- Loi du 15 mai 2007 concernant la réforme de la sécurité civile belge[3].